# Colocleora leucoostephana
Colocleora leucoostephana är en fjärilsart som beskrevs av Louis Beethoven Prout 1938. Colocleora leucoostephana ingår i släktet Colocleora och familjen mätare. Inga underarter finns listade i Catalogue of Life.